# Joint Application Design
Joint Application Design (JAD) Es un proceso usado en el área del ciclo de vida de prototipado del [método de desarrollo de sistemas dinámicos] (DSDM) para reunir requerimientos en el desarrollo de nuevos sistemas de información para una compañía. El proceso JAD también incluye enfoques para la mejora en la participación de los usuarios, agilizar el desarrollo, y mejorar la calidad de las especificaciones. Consiste en un taller donde los trabajadores del conocimiento y los especialistas en tecnologías de información se reúnen , algunas veces durante varios días, para definir y revisar los requerimientos de negocio para el sistema. Los asistentes incluyen oficiales de administración de alto nivel, quienes se aseguran de que el producto provea los reportes y la información requerida al final. Esto actúa como “un proceso de administración” que permite que los departamentos de Servicios de Información Corporativa trabajen más eficientemente con los usuarios en un marco de tiempo más reducido. Este método permite obtener una retroalimentación a tiempo real y llegar a acuerdos de manera rápida y práctica.
A través de los talleres JAD los trabajadores del conocimiento y los Especialistas en Tecnologías de Información pueden resolver cualquier dificultad o diferencias entre las posturas referentes al nuevo Sistema de Información. El taller sigue una detallada agenda para lograr garantizar que todas las incertidumbres entre los grupos sean cubiertas y para ayudar a prevenir cualquier falla en la comunicación. Estas fallas de comunicación pueden provocar repercusiones mucho más serias si no se identifican a tiempo. Al final, este proceso resultará en un nuevo Sistema de Información viable y orientado tanto a diseñadores como a usuarios.
Aunque el diseño JAD es mundialmente aclamado, se sabe poco sobre su efectividad en la práctica.
De acuerdo al “Journal os Systems and Software”, un estudio de campo fue realizado en tres organizaciones usando prácticas JAD para determinar cómo resulta un sistema de desarrollo influenciado por JAD. El resultado del estudio sugiere que las organizaciones lograron modestas mejoras en los desarrollos de sistemas usando el método JAD. El uso de JAD fue más efectivo en pequeños y claramente enfocados proyectos y menos efectivo en proyectos largos y complejos.